# José Mercado (Radsportler)
José Mercado Escareno (* 29. Mai 1938 in Guadalajara (Mexiko); † 8. Dezember 2013) war ein mexikanischer Radrennfahrer und nationaler Meister im Radsport.

## Sportliche Laufbahn
Mercado war Bahnradsportler. Er war Teilnehmer der Olympischen Sommerspiele 1964 in Tokio. Im Tandemrennen schied er mit seinem Partner José Luis Téllez in den Vorläufen aus. Im Sprint schied er in seinem Vorlauf aus. Im 1000-Meter-Zeitfahren kam er auf den 13. Rang.
Bei den Spielen 1968 in Mexiko-Stadt war er erneut am Start. Er wurde im Tandemrennen auf dem 10. Rang klassiert. Im 1000-Meter-Zeitfahren wurde er 21. Im Sprint kam er nicht über den Vorlauf hinaus.
Bei den Zentralamerika- und Karibikspielen 1966 gewann er Silbermedaillen im Sprint und im 1000-Meter-Zeitfahren. Er vertrat Mexiko auch bei den Bahnradsport-Weltmeisterschaften sowie bei den Panamerikanischen Spielen.
Mercado war neunfacher nationaler Meister im Sprint.